# Mallophora bruneri
Mallophora bruneri är en tvåvingeart som beskrevs av Stanley Willard Bromley 1929. Mallophora bruneri ingår i släktet Mallophora och familjen rovflugor.
Artens utbredningsområde är Kuba. Inga underarter finns listade i Catalogue of Life.